# 630

## Esdeveniments
- La Meca esdevé el centre geogràfic i religiós de l'islam

## Naixements
- 7 de novembre: Constant II, emperador romà d'Orient.
- Sigebert III, rei merovingi d'Austràsia.
- Conó, 83è papa de Roma.

## Necrològiques
- 27 d'abril: Artaxerxes III, rei sassànida.
- 9 de juny: Sarbar, rei sassànida.